# Freeze Cycle Processing
Freeze Cycle Processing ist der Name für ein Verfahren, aus der Gruppe der Tiefkühlbehandlungen (cryogenic treatments) bei dem Werkstoffe durch Kühlung mit flüssigem Stickstoff bei einer Temperatur von ca. −183 °C eine Gefügeveränderung erfahren sollen.
Durch diffusive Prozesse während der Haltezeit im tiefkalten Zustand werden Spannungen reduziert.
Gefügefehler werden teilweise ausgeheilt, und bei Werkstoffen, die Restaustenit enthalten, wird dieser in Martensit umgewandelt.
So behandelte Klingen und Produktionswerkzeuge sollen dadurch verbesserte Lebensdauern erhalten.